# Långtjärnen (Degerfors socken, Västerbotten, 715581-169716)
Långtjärnen är en sjö i Vindelns kommun i Västerbotten och ingår i Sävaråns huvudavrinningsområde.